# Гавдушанское сражение
Битва при Гавдушане — В июле 1774 года в Гавдушанской степи близ Худата произошло сражение между объединёнными силами дагестанских феодалов и Кубинского ханства. Объединённые силы под руководством уцмия Амир-Хамзы и Тишсиз-Баммата захватили Губу и Шемахы.

## Предыстория
В 1768 году Фатали-хан со своим азербайджанским союзником Гусейном из Шеки захватил Шемахи и поделил с ним Ширван. Усиление и расширение Кубинского ханства сильно беспокоило соседних с ним дагестанских и азербайджанских владетелей. Летом 1770 года Фатали-хану удалось собрать в Дербенте дагестанских владетелей, где он предложил им низвергнуть Магомед-хана Казикумухского и поставить на его место тоже выходца из Гази-Кумуха, своего союзника Эльдар-бека. Осуществление плана могло ещё больше усилить власть и влияние Фатали-хана, как в Дагестане, так и за его пределами. Но такой план Фатали-хана больше напугал дагестанских владетелей, чем привлёк, начали складываться анти-кубинские коалиции, но союзниками Фатали в Дагестане все ещё оставались шамхальство, Акуша-Дарго и другие. К тому же от него отошёл картли-кахетинский царь Ираклий II, который ранее поддержал захват им Шемахи. В последующие годы противоречия Фатали-хана с соседними владениями усиливались, пока не переросли в военные действия. 
В 1773 году войска Шеки, Карабаха и Аварии выступили против Фатали-хана и захватили Шемаху. Фатали-хан отступил в Кубу.
Изгнанный из Шемахи Фатали-хан вернулся с кубинскими и бакинскими ополчениями, а также с войском акушинцев, таркинцев и бойнакцев. Объединённые войска Гусейн-хана Шекинского и братьев аварского нуцала — Булана и Магомед-Мирзы были разбиты, причём «Булан и Магомед-Мирза пали на поле сражения», а «их люди бежали обратно».
Узнав об этом, брат погибших — аварский нуцал Мухаммад-хан устремился к Шемахе и, соединившись с Агаси-ханом, занял её. Тогда Фатали-хан, призвав на помощь своих союзников, ударил по врагу. «Выше старого города, в тесной местности» произошла жестокая битва. Войска Агаси-хана разбежались, а «Нуцал-хан с отрядом, прибывшим с ним из Аварии, сильно и стойко оборонялся, но несмотря на это был разбит». И тогда он предложил переговоры. Фатали-хан обещал безопасность, остановил сражение и пригласил Мухаммада-нуцала к себе. Во время переговоров Нуцал был убит. Как пишет профессор Расул Магомедов, гибель последнего из братьев нуцалов потрясла всех феодалов Дагестана и способствовала быстрому формированию «антикубинского блока».

## Ход действий
В середине 1774 года «казанищевской владелец Тишсиз Бамат с Хайдацким уцмием и женгутайского владельца Али-Солтана братом Ахматом, с набранными из горцев войском тысячах в 6 по дозволению табасаранского кадия прошли чрез Табасаранскую дер. в Персию далее Дербента, для разорения кубинского Фетали-хана». К ним примкнули также владетели Засулакской Кумыкии — эндреевский Темир-Хамдин, Али-Султан Казаналипов, костековский Алиешев.  
Опередив остальных, уцмий первым вышел к Кубе, но, оказавшись в тяжелом положении из-за наступления Фатали-хана, отступил к деревню Худат в местности Гавдушан. Но вскоре он и здесь оказался окруженным войсками Фатали-хана. Не видя выхода, Амир-Хамза направил хану письмо, где готов был признать свою вину, просил простить ему прежние набеги и пропустить назад в Кайтаг. Фатали-хан в ответ дал знать уцмию, что прощает ему всё и отпускает его назад. Когда уцмий направился обратно в свое владение, окружение Фатали-хана стало настаивать на том, чтобы раз и навсегда покончить с уцмием, так как другого такого случая у них больше не будет. Тем самым Фатали-хан «дал себя уговорить»: он позволил внезапно напасть на уходящего уцмия.  

И «в то же мгновение погнались с 1000 человек вслед за уцмием». Амир-Хамза, увидев все это, «расположился в сопротивление им так исправно, что разбил всех и гнал до лагеря Фатали-хана, видя гибель свою, от отчаянности разбежалось в разные места своей провинции, сам Фатали-хан, с малым числом чиновников своих убежал в свою ж провинцию в Сальяны». Так описывает майор А. Г. Серебров спустя 20 лет это сражение. Не расходится с ним и А.-К. Бакиханов: 
«… счастье клонилось сначала в сторону Фет-Али-хана, но Али-бек, храбрый сын усмия, так быстро ударил на центр неприятельских войск, что победа присоединилась к его мужеству».

## Итог и последующие события
Профессор Р. М. Магомедов считал, что основную роль в Гавдушанской победе сыграли кайтагцы, на помощь которым вовремя подошли табасаранские беки и Тишсиз-Бамат. То же самое подтверждают и надписи, сделанные на полях религиозной книги, найденной в ауле Ахты. Потери с обеих сторон были значительными. Среди погибших были Тишсиз-Бамат, Эльдар-бек и майсум Шейхали-бек. Поражение Фатали-хана было настолько сильным, что он не смог отстоять даже свою столицу — Кубу. Кубу захватил Магомед-хан Казикумухский — союзник уцмия по коалиции. Уцмий Амир-Хамза, узнав, что Куба захвачена Магомед-ханом, двинулся на Баку, но не смог взять эту сильную крепость. Потерпев неудачу в Баку, уцмий делает попытку захватить Дербент, но тоже неудачно. Тогда уцмий организовал его осаду, разместив свои войска в Мюшкюре и на Каферинской равнине к северу от Дербента. Поражение в Гавдушанской битве чуть ли не обернулось для Фатали-хана политическим крахом. В одночасье он лишился значительной территории своего государства. В это тяжелое для себя время он неоднократно обращался к России с просьбой о помощи и принятии его в подданство: 
«Усми, Кайтагский, Магомед Хан Казы Кумыцкой, Усми Эварской, Кади Табасаранской, Али Султан джунгеталинский и Мугамед Диш Сыз, соединясь и согласясь учиня на меня богомольца за превечный императорской ваш двор нападение разорив оставили во владении у меня только город Дербент, Саляны и Муган, а Кубы, Кулгана, Ширван и всех принадлежащих к ним уездов по самую реку Куру лишили…».
Шамхал Муртузали, союзник Фатали-хана, пытался помочь ему, но не смог. В январе 1775 года он также обратился к России «с прошением и вспомоществления против хайдацкого уцмия и его сообщников».